# Спандарянское водохранилище
Спандаря́нское водохрани́лище (арм. Սպանդարյանի ջրամբար) — второе по водным запасам водохранилище в Армении. Спандарянское водохранилище расположено на юге Армении, на севере Сюникской области, построено на реке Воротан.
Объём водохранилища составляет 257 млн м³.
Близ водохранилища расположены села: Горайк, Цгук, Сарнакунк, Спандарян.

## Галерея

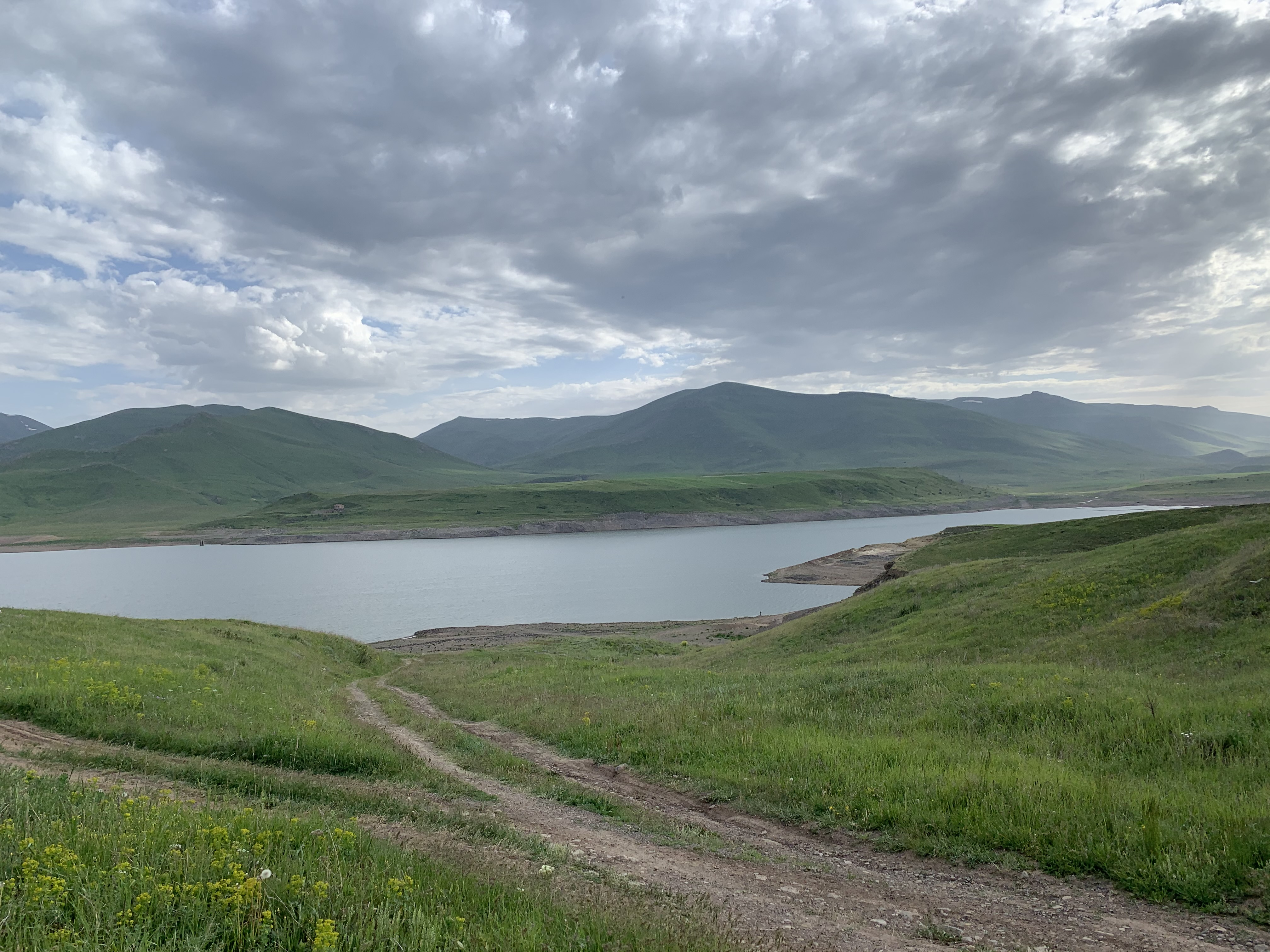
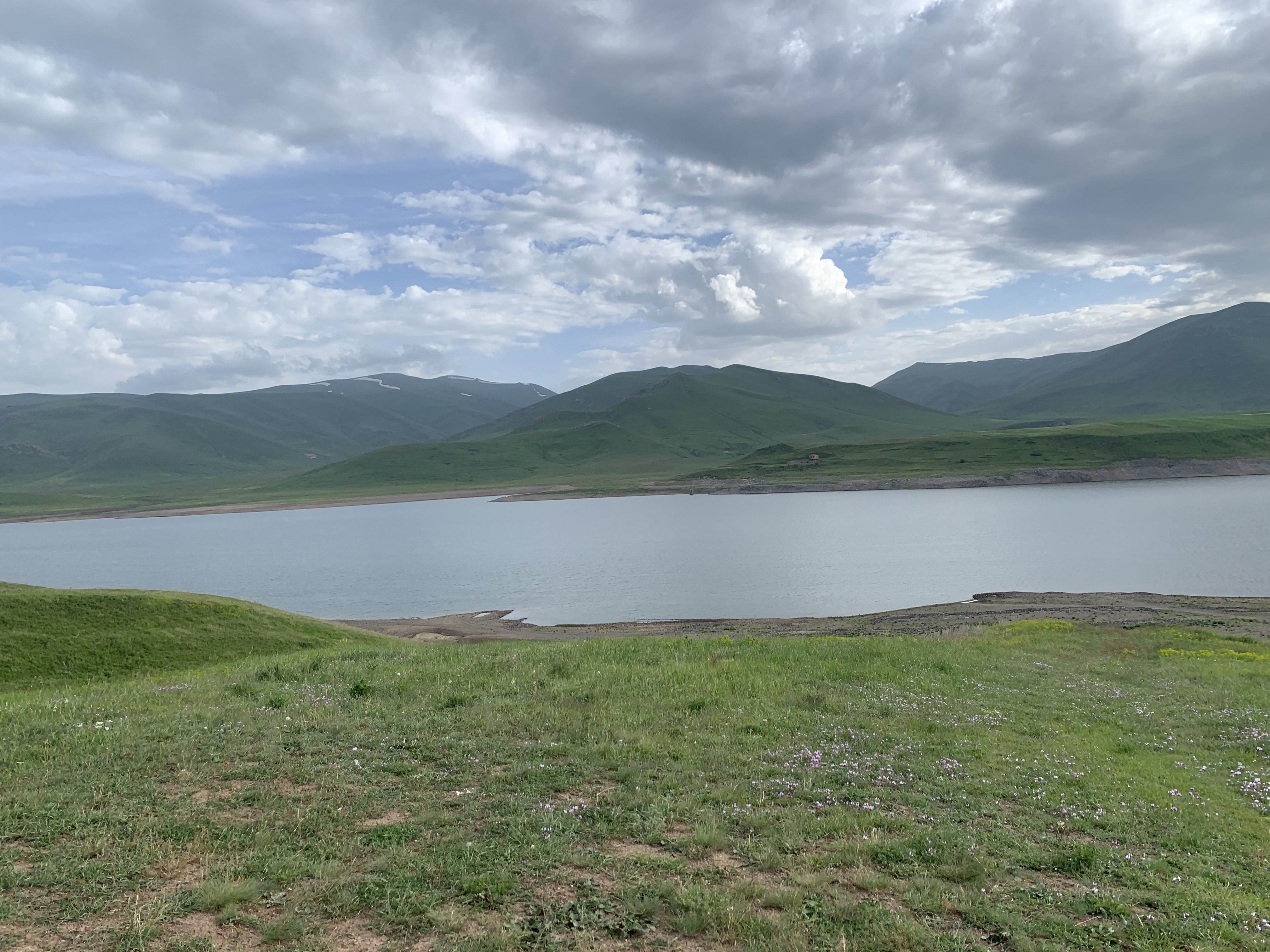
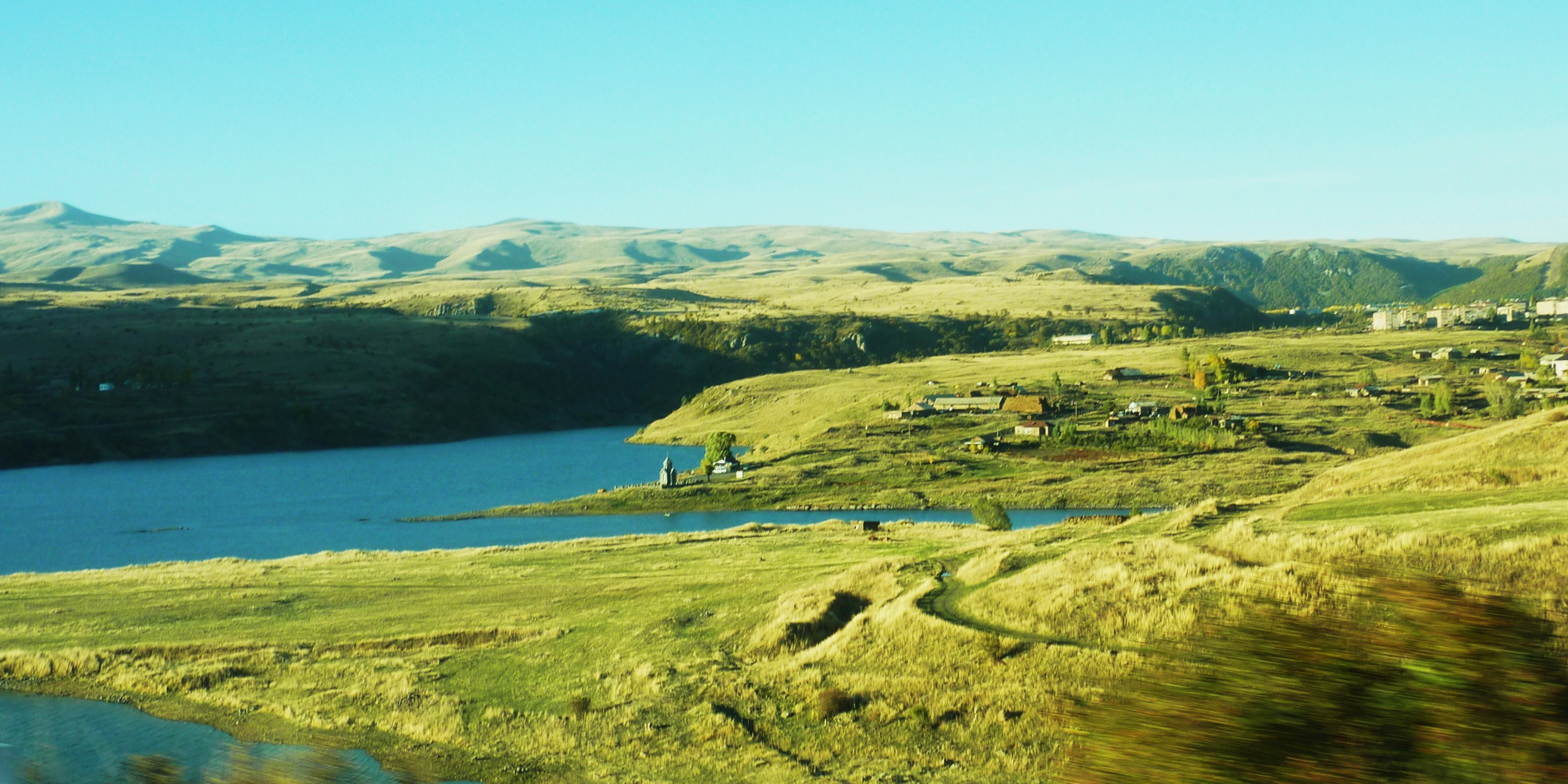